# Acétarsol
L'acétarsol est un dérivé organoarsénié pentavalent. C'est un médicament employé au cours du XXe siècle, principalement dans le traitement de la syphilis.

## Histoire

### La découverte
Synthétisé pour la première fois en 1921 par Ernest Fourneau dans le laboratoire de chimie thérapeutique de l'Institut Pasteur, l'acétarsol, ou 189 F, est un terme de la fabrication du célèbre Salvarsan de Paul Ehrlich, dérivé de l'atoxyl d'Antoine Béchamp et premier médicament de synthèse. La mise au point de l'acétarsol prouva que, contrairement à l'opinion d'Ehrlich et de Hata, les composés arsenicaux pentavalents n'étaient pas dangereux, et les publications de Fourneau, des Tréfouël et de Germaine Benoit sur ces dérivés relancèrent ainsi la course aux médicaments du même ordre,.
Essayé contre la syphilis primaire par Edmond Fournier à l'hôpital Cochin, le sel sodique de l'acétarsol, ou 190 F, plus stable que son acide et actif par voie orale, fut commercialisé sous le nom de Stovarsol (de stove, qui veut dire « fourneau » en anglais). Il s'agit du premier médicament facilement absorbable par voie orale contre la syphilis, ce qui n'était pas le cas du Salvarsan. Le médicament a par ailleurs été conçu avec la collaboration des établissements Poulenc. Auparavant, la technique mise en place par Julius Wagner von Jauregg en 1917 pour soigner la paralysie générale était l'impaludation (l'administration contrôlée d'une forme bénigne de paludisme), qui sera remplacée par le Stovarsol.
Eugène Jamot fera prendre à ses équipes de grandes doses de médicaments dont le Stovarsol. Mademoiselle Gérard, infirmière visiteuse en Afrique à la fin des années 1920, évoque l'utilisation du Stovarsol comme ayant une action immédiate et remarquable.

### Les prolongements
Le stovarsol allait être longtemps utilisé dans le traitement des diarrhées infectieuses, toxi-infectieuses, cryptogénétiques, parasitaires ou d'origine tuberculeuse, ainsi que dans le traitement du lichen plan et de certaines spirochétoses dont la syphilis. Un de ses isomères, le 270 F ou orsanine, découvert par Fourneau en 1925, se montrerait efficace en injections contre la maladie du sommeil. Par la suite encore, l'arsthinol, son dérivé par complexation avec le dimercaprol, synthétisé en 1949 par Ernst Friedheim (es), allait servir dans le traitement de l'amibiase et du pian.